# May Aūdany
May Aūdany är ett distrikt i Kazakstan.   Det ligger i oblystet Pavlodar, i den östra delen av landet, 400 km öster om huvudstaden Astana.